# 空中機動作戦
空中機動作戦（くうちゅうきどうさくせん）は、地上部隊では即応できない緊急かつ緊要な時期に部隊を空中機動させ、重要目標の攻撃、要点の占領、危機正面に対する対処・増援を行い、作戦全体の遂行を容易ならしめる事である。すなわち、空中機動後に何らかの形で地上の作戦・戦闘を実施する事をねらいとする場合であって、単なる空輸による移動は含まない。
空中機動作戦は、エアボーン戦術を用いたものとヘリボーン戦術を用いたものがあり、これらはそれぞれ単独または一体となって行われる。また、その部隊規模に応じ、戦略的あるいは戦術的に運用される。

## ヘリボーン戦術を用いた空中機動作戦
計画にあたり、戦術的に考慮するべき事項は下記の6点である。
- 攻撃目標の情報収集
- 搭載計画
- 搭載地点から着陸地帯への移動ルート
- 降下前の火力支援
- 降下展開
- 展開後に任務を完遂するため行う部隊の調整

### 情報収集・搭載・移動
部隊は、ヘリコプターに搭乗した状態では本来の火力を発揮できず、また特に着陸の瞬間にはヘリコプターが回避機動をとる余地が乏しくなるため、ヘリボーン戦術で最大の弱点となる。このことから、事前の情報収集では任務地域にいる敵部隊の能力・位置に主眼が置かれる。ベトナム戦争でのアメリカ軍は、歩兵部隊を輸送する強襲チームに先行して、まず観測ヘリコプターと攻撃ヘリコプターによる偵察チームによって捜索活動を行っていた。また偵察によって発見した敵が小部隊であったり、地上パトロールの必要が生じた場合に備えて歩兵部隊も編成に含まれており、例えば第1騎兵師団の空中騎兵中隊は空中偵察小隊（OH-6A×9機）、空中小銃小隊（UH-1D×6機）、空中武器小隊（AH-1G×9機）から編成されて、威力偵察はOH-6AとAH-1Gが2機ずつでチームを組んで行うのが通例であった。
またヘリコプターは対空兵器に対して脆弱であるため、搭載地点から着陸地帯への移動ルートを選定する際には、敵の対空兵器や電子戦兵器で攻撃されないことが重要となる。このためには地形の活用が有効で、渓谷のような回廊地形は直接照準射撃から機体を守るためには有効だが、逆にヘリコプターの機動性を制限してしまうという欠点もある。理想的には、山のような大きな地形を遮蔽物として使うことができ、しかも常に広々とした空域を通過して、狭い地形を通ることがないほうがよい。
着陸地帯 (Landing zone) の選定には厳しい基準がある。まずヘリコプターが着陸するために、平らで見通しがよい地形でなければならない。機体の規模にもよるが、概して、機体そのもののために約35メートル、ローターのために50メートルの空間が必要になる。また垂直に降下することもできるが、数百メートルの着陸帯があれば、更に正確に接近することができ、特に強風時には着陸帯の設定が望ましい。その一方で、航空機から降りた部隊が警戒陣地を設営できるよう、周辺には遮蔽物がある場所が望ましい。また降下した部隊が兵站業務などを行えるだけの広さも必要である。
搭載計画は、作戦の兵站面に関わる問題であり、地上に展開する部隊が戦闘力を十二分に発揮できるように作成しなければならない。分隊や射撃チームは、降下したらすぐに一体となって戦えるように、必要な装備を全て携行して同じ機体に搭乗する必要がある。一方、部隊指揮官たちは、別々の機体に分乗して、冗長性を確保するほうが望ましい。また着陸順序としては、最重要部隊・装備が先頭を切って、着陸地帯を確保することになる。

### 降下前後の火力支援

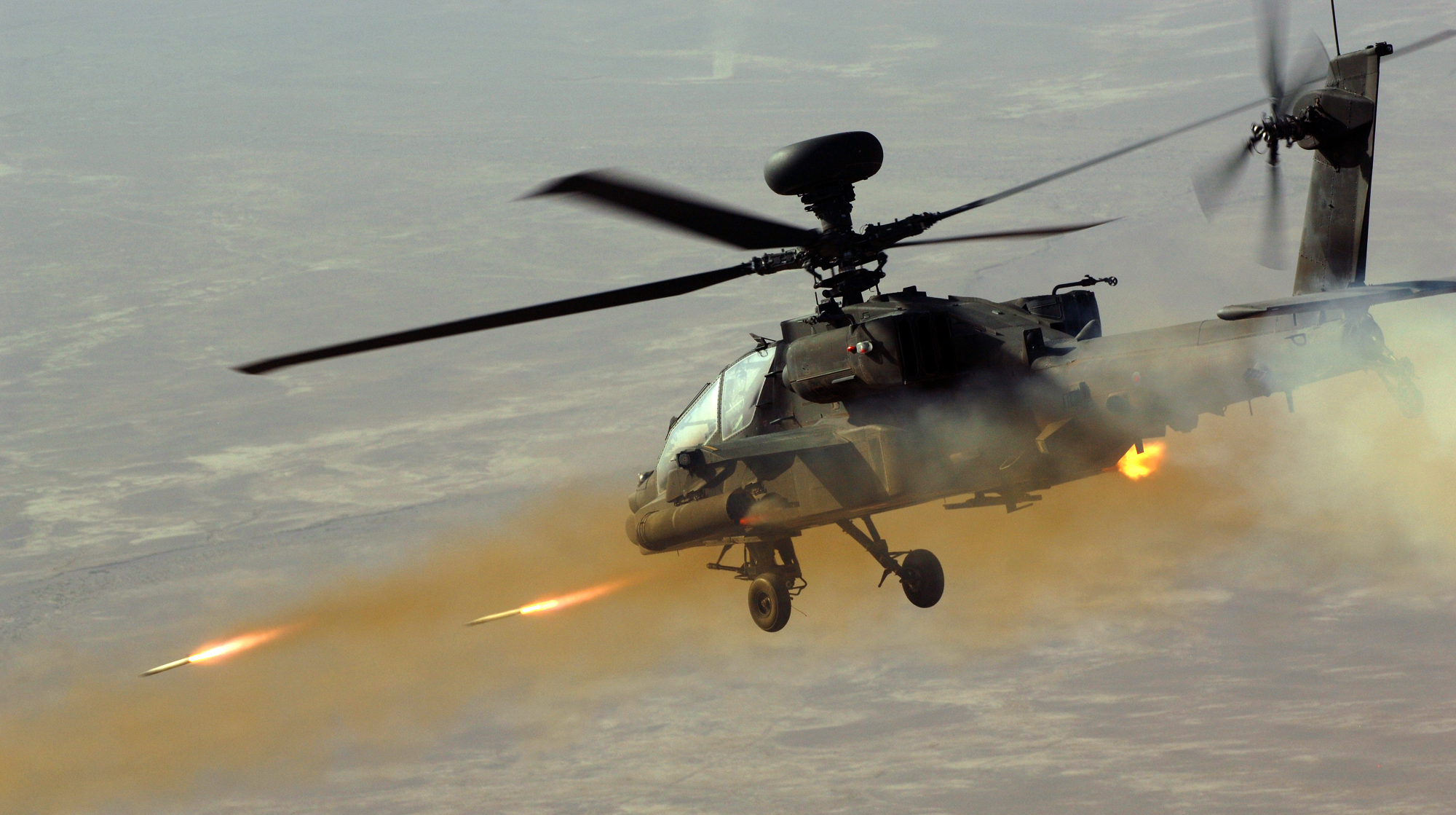
ロケット弾を発射するWAH-64攻撃ヘリコプター

上記の通り、着陸の瞬間はヘリボーン部隊がもっとも脆弱になることから、火力支援が極めて重要となる。強襲用ヘリコプター自体も重武装し、また同行する攻撃ヘリコプターによる火力支援も不可欠である。ベトナム戦争でのアメリカ軍のヘリボーン戦術では、上記の偵察チームだけでなく、歩兵部隊を輸送する強襲チームにも攻撃ヘリコプターが編入されていた。
この場合、攻撃ヘリコプターの任務は敵部隊の撃破ではなく短時間の制圧なので、大口径の機関砲よりは、ロケット弾のように瞬間最大火力の大きな地域制圧型の兵器の方が適している。ヘリコプターの攻撃態勢として最も効果があるのは急降下中のロケット発射で、機体が加速することで、ロケット弾の飛行性能と命中精度が向上する。
また友軍の砲兵や迫撃砲による支援射撃も行われるが、この場合、ヘリコプターの航路と砲兵の弾道が干渉しないように事前の計画が必要となり、また着陸地帯そのものではなくその周辺部に行われるのが通常である。更にヘリボーンで展開する部隊自身も、ヘリコプターによって迫撃砲や火砲を輸送できるため、降下展開がある程度進行すると、これらによる火力支援も開始される。ベトナム戦争時のアメリカ軍は、一定規模以上の空中機動作戦では、必ず砲兵部隊を投入して火力支援を提供できるように措置していた。

### 降下展開と撤収
ヘリコプターに搭乗する部隊は、ヘリコプターを降りたら、どこへ向けても発砲できるよう態勢を整えなければならない。通常、着陸すると部隊は両側のドアから降り、ヘリコプターを中心として、作動中の回転翼のすぐ外側に、武器を構えて腹ばいになり、円陣防御の態勢をとる。部隊は、この態勢のままでヘリコプターが上昇するのを待つことが多く、また夜間作戦などでは更に5分間そこで留まることで、騒音・振動が激しいヘリコプター内部の環境から地上の環境に感覚を適応させることができる。また場合により、ヘリコプターが着陸するかわりに低空でホバリングし、リペリングやファストロープによって降下展開することもある。
先に降下・展開した部隊が敵の射撃を受けたら、直ちに制圧射撃を開始し、着陸地帯から移動して敵への攻撃を試みる。着陸地帯の周辺に防衛境界線を構築し、その後の着陸が滞りなく行われるようにする。このようにして着陸地帯を確保し、作戦部隊と装備が全て配置された後、地上作戦が開始される。
空中機動作戦は、他の地上部隊と合流するのでない限り、作戦部隊の回収で終結することが多いため、着陸地帯の確保が重要となる。任務が長期間に及ぶ場合は、継続的に補給を受けられるよう、部隊の移動ルート上に再補給用の着陸地帯を確保しなければならない。

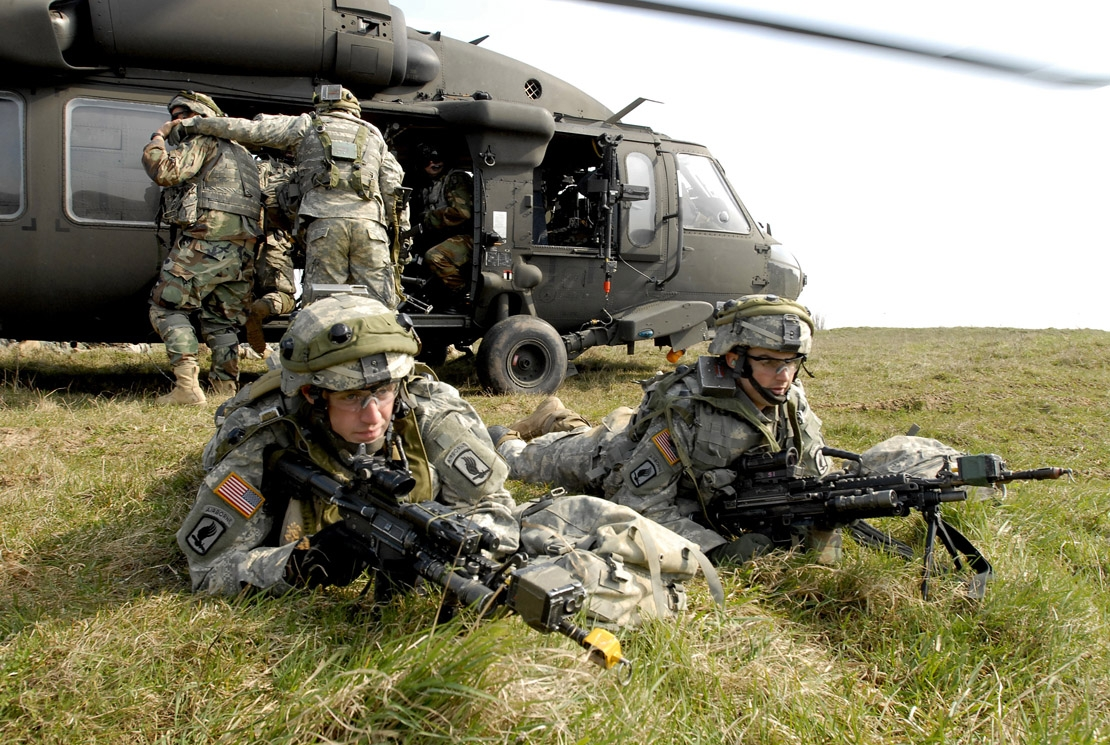
UH-60から降りて防御の態勢をとるアメリカ陸軍兵士
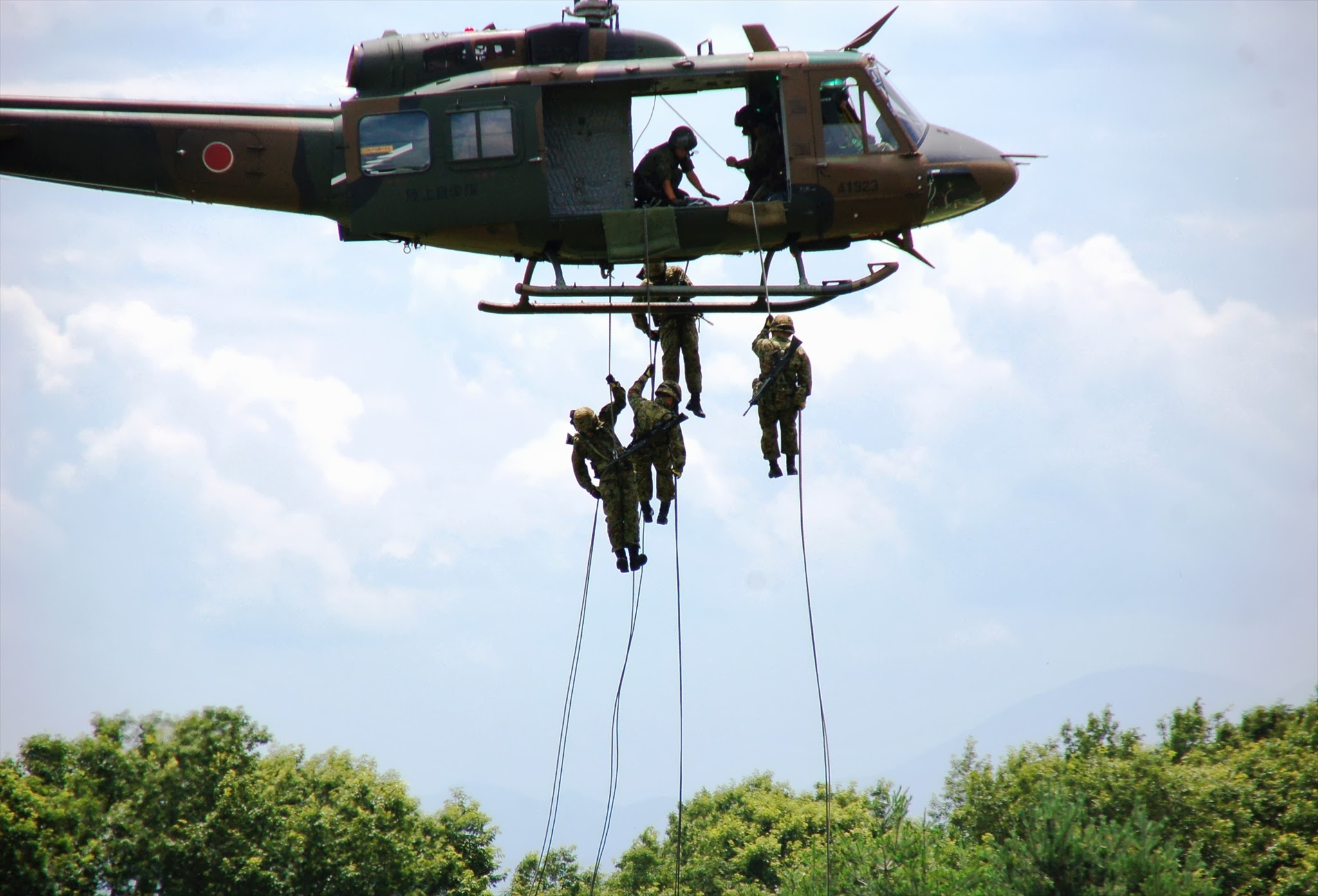
UH-1Jからリペリング降下する陸上自衛隊員

## エアボーンとヘリボーンとの比較
固定翼機によるエアボーンと比べると、ヘリボーンは以下のような利点を持つ。
特殊訓練・装備不要
アメリカ陸軍では、1日程度の基礎講習だけで、普通の歩兵部隊でもヘリボーンに投入可能であるとみなしていた。また落下傘の用意などといった、降下に必要な出撃前の諸準備も不要である。
着陸地帯の選択肢の増大
落下傘降下に適さない山岳地帯や森林地帯、市街地といった地勢においても、わずかな降下適地があれば実施可能となる。
指揮系統の統一化
多くの国では降下部隊と落下傘降下に用いる戦術輸送機の所属は別軍種（陸軍と空軍等）となっているため、エアボーン作戦実施のためには双方で綿密な調整が必要だが、ヘリボーンでは降下部隊とヘリコプターの双方を有する陸軍・海兵隊単独で実施できる。
実施に際しての安全性と柔軟性
エアボーンの場合、パラシュート降下中に兵員や物資が風に流され、分散・損失するリスクがある。輸送グライダーを使用すれば集中して目的地に到着できるが、着陸地帯の選択肢が大きく狭まる上に、使い捨てであるため不経済である。ヘリコプターであれば、グライダーと同様に部隊がまとまって降下できるうえに、再利用可能であるため経済性に優れ、しかも部隊の撤収にも使用できる。
重装備の携行
エアボーンの場合、重装備の投下に困難が伴うため、軽装備で戦わねばならない傾向がある。これに対し、ヘリボーンであれば、輸送車両・装甲車・火砲を特別な装備なしに搭載または吊下することができるため、部隊の火力を強化しやすい。
一方、以下のような欠点もある。
長距離進出の困難さ
航続距離と速度による制限により、長距離に進出することが困難である。
投入可能な兵力の少なさ
ヘリコプターは搭乗可能な人数が少なく、固定翼輸送機に比べて大型装備を運搬することが困難で、大量の物資・重量物を運搬することもできない。